# Wohlfahrt
Wohlfahrt (von mittelhochdeutsch wolvarn für ‚Wohlergehen‘) ist in der Politikwissenschaft im weitesten Sinne das Erreichen ökonomischer, sozialer und ethischer Ideale und im engeren Sinne die ökonomische Qualität eines gesellschaftlichen Zustands, der sich durch die Produktion und Verwendung von Gütern auszeichnet.

## Allgemeines
Wohlfahrt ist ein Begriff der Wohlfahrtsökonomik zur Ableitung des gesellschaftlichen Wohlfahrtsoptimums. Dabei ist festzustellen, dass anhand materieller und immaterieller Elemente Wohlfahrt zu definieren und wie diese zu messen ist, wobei es hierfür weder eine einheitliche Definition noch ein eindeutiges und allgemein gültiges Bewertungsmaß gibt. Wohlfahrt sind im Sinne der Wohlfahrtsökonomik sämtliche Rahmenbedingungen, mit deren Hilfe Wohlstand erzielt werden kann. Staatsziel der Wirtschaftspolitik ist die Maximierung der gesamtwirtschaftlichen Wohlfahrt. Ein Staat, der die Wohlfahrt zum Staatsziel erhebt, wird Wohlfahrtsstaat genannt. Wohlfahrt wird auch als Verfügbarkeit bestimmter Güterbündel definiert.

## Geschichte
In der Frühen Neuzeit forderte 1610 Christian IV. eine Steuer, die unabhängig von Kriegen als Zuschuss zu den Kosten der Regierung gezahlt werden solle, die zu Heil und „Wohlfarth“ verwendet werden würde. König Friedrich III. verlangte im Jahre 1649, dass „Wohlfarth“ nicht allein den Herrschaften, sondern „allen Ständen und Unterthanen“, also dem gesamten Vaterland zugutekommen müsse.
Adam Smith führte 1776 in seinem Standardwerk Der Wohlstand der Nationen – das bereits im Buchtitel den Begriff enthält – die Wohlfahrt auf Marktwirtschaft, Arbeitsteilung und internationalen Freihandel zurück. Smith ging es um die bestmögliche Verteilung der Produktionsfaktoren – oder wissenschaftlich ausgedrückt um optimale Ressourcenallokation. Zu kritisieren ist, dass Smith den Wohlfahrtsbegriff weder definierte noch sich mit seiner Messung auseinandergesetzt hatte. Dagegen war Johann Gottlieb Fichte 1800 der Auffassung, dass Wohlfahrt auf Dirigismus und geschlossener Volkswirtschaft beruhe. Außenhandel war für ihn verboten, Reisen waren nur einer Minderheit gestattet (Gelehrte und höhere Künstler). Er hob hervor, dass es sich nicht um eine etwaige beliebige Gefälligkeit des Staates handele, die Wohlfahrt der Untertanen zu befördern, sondern um strenge Pflichten und Rechte. David Ricardo vertrat 1817 die Auffassung, dass die weltweite Wohlfahrt maximiert würde, wenn sich die Staaten auf die Produktion bestimmter Güter spezialisieren würden (internationale Arbeitsteilung, komparative Kostenvorteile), die sie am relativ effizientesten herstellen könnten. Er stellte die Verteilung der Faktoreinkommen (Arbeitseinkommen, Bodenertrag und Kapitalertrag) in den Vordergrund.
Vilfredo Pareto unterschied 1927 die objektive Wohlfahrt in Form des Nutzens und die subjektive Wohlfahrt, die er „Ophelimität“ nannte (altgriechisch οφέλιμος ophélimos, deutsch ‚nützlich‘). Das nach ihm benannte Pareto-Optimum liegt vor, wenn für alle Bürger die Wohlfahrt steigt, ohne dass einige Bürger Einschränkungen der Wohlfahrt hinnehmen müssen.
Seit 1978 gab es in Deutschland einen von den Universitäten Frankfurt und Mannheim herausgegebenen Wohlfahrtssurvey, der eine Befragung der deutschen Bevölkerung zur Messung der individuellen Wohlfahrt und Lebensqualität enthielt und letztmals 1998 veröffentlicht wurde.

## Inhalt
Die Wohlfahrt setzt sich aus materiellen (etwa Volkseinkommen, Volksvermögen) und immateriellen Gütern (Image, Prestige) zusammen. Zur exakten Quantifizierung des Begriffs Wohlfahrt ist ein einheitlicher Bewertungsmaßstab notwendig. An einem solchen Maßstab fehlt es, so dass es der Wohlfahrtsökonomik bis heute nicht gelungen ist, ein eindeutiges, allgemein verwendetes Maß für die Wohlfahrt zu entwickeln. Zur Wohlfahrt gehören auch die geltenden Sozialstandards und Umweltstandards.
Unterschieden wird zwischen subjektiver und objektiver Wohlfahrt. Subjektive Wohlfahrt (oder Wohlbefinden) sind selektive Wahrnehmungen und Bewertungen eines Bürgers, objektive die Möglichkeiten der Lebensgestaltung. Nützlichkeit (oder Ophelimität) ist die subjektive Wohlfahrt, Nutzen die objektive. So steigert das Rauchen einer Zigarette zwar die Ophelimität als subjektives Wohlbefinden des Rauchers, jedoch objektiv ist es seinem Wohlbefinden (Gesundheit) abträglich. Zum Wohlbefinden gehören Arbeitszufriedenheit, Kundenzufriedenheit, Zufriedenheit mit Arbeitseinkommen und Wohnung. Subjektive und objektive Wohlfahrt zusammen bilden die „individuelle Wohlfahrt“ als Maßstab für die Lebensqualität.
Ein Wohlfahrtsverlust tritt nach Alfred Marshall ein, wenn sich die Konsumentenrente verringert, weil die Optimalitätsbedingungen der vollkommenen Konkurrenz verletzt sind.

## Wohlfahrtsfunktionen
Wohlfahrtsfunktionen sind die formale Darstellung der Aggregation individueller Wohlfahrtsvorstellungen. Die modernen Wohlfahrtsfunktionen wurden nach ihren Urhebern benannt. Insbesondere sind zu erwähnen:
| Wohlfahrtsfunktion                   | Urheber                                   | Jahr        |
| ------------------------------------ | ----------------------------------------- | ----------- |
| Bernoulli-Nash-Wohlfahrtsfunktion    | Johann I Bernoulli / John Forbes Nash Jr. | 1696 / 1947 |
| Leontief-Lerner-Wohlfahrtsfunktion   | Wassily Leontief / Abba P. Lerner         | 1934        |
| Bergson-Samuelson-Wohlfahrtsfunktion | Abram Bergson / Paul A. Samuelson         | 1938 / 1947 |
| Rawlssche Wohlfahrtsfunktion         | John Rawls                                | 1971        |

Die gesellschaftliche Wohlfahrt bestimmt sich Jeremy Bentham zufolge aus der Summe der individuellen Einzelnutzen {\displaystyle u_{i}} aller Individuen der Gesellschaft für eine Allokation {\displaystyle x}:
{\displaystyle W(x)=u_{1}(x)+u_{2}+\mathrm {...} +u_{N}(x)=\sum _{i}^{N}u_{i}(x)}.
Die gesellschaftliche Wohlfahrt wird bei Leontief/Lerner direkt durch die zur Verfügung stehenden Gütermengen bestimmt. Bergson/Samuelson vertraten eine soziale Wohlfahrtsfunktion mit individuellen Nutzenwerten. Bei Bernoulli/Nash werden diese individuellen Nutzwerte miteinander multipliziert und nicht wie bei Bentham addiert.

## Wohlfahrtsökonomik
Die Wohlfahrtsökonomik (oder Wohlfahrtstheorie) soll die Rahmenbedingungen aufzeigen, unter denen für die gesamte Volkswirtschaft ein möglichst großer wirtschaftlicher Wohlstand verwirklicht werden kann. Ihr Begründer Arthur Cecil Pigou ging 1920 von der Annahme aus, dass alle Menschen in ihrer Fähigkeit, Nutzen zu empfinden gleich seien, wobei ihr Arbeitseinkommen dem Gesetz des abnehmenden Grenznutzens unterliege. Er folgerte, dass eine Umverteilung des Einkommens von einem Reichen zu einem Armen die Gesamtsumme der Wohlfahrt erhöhe. Wird dem Reichen 1 Euro weggenommen und dem Armen übergeben, so steige der Nutzen des Armen stärker an, als der des Reichen sinke (abnehmender Grenznutzen). Pigous „Welfare-Theory“ wurde von Lionel Robbins 1932 scharf kritisiert. Er bezweifelte insbesondere die Möglichkeit, Vergleiche über Nutzeneinschätzungen vorzunehmen, ohne dabei in Werturteile zu verfallen. Pigou nahm an, dass der Grenznutzen einer zusätzlichen Einkommenseinheit bei verschiedenen Personen identisch sei, was jedoch bedeutet, dass interpersonelle Nutzenvergleiche möglich seien. Genau dies war für Robbins ein unzulässiges Werturteil.
Der Nutzen als ökonomischer Wohlfahrtsmaßstab bereitet mithin Schwierigkeiten. Um ein Nutzenmaximum (besser Nutzenoptimum) ermitteln zu können, muss ein kardinaler Nutzenbegriff verwendet werden. Da Personen meist nur fähig sind, bestimmte Güterbündel in eine Rangordnung zu bringen, ohne den genauen Nutzenabstand bestimmen zu können, kann der Nutzen daher nur eine ordinale Größe sein.
Auf dieser ordinalen Nutzendarstellung beruht die Wohlfahrt des Vilfredo Pareto. Er ging 1927 davon aus, dass Indifferenzkurven die Kombination zweier Güter oder Güterbündel geometrisch abbilden, die einem Wirtschaftssubjekt denselben Nutzen stiften.

## Wohlfahrts-Organisationen in Deutschland
In Deutschland ist die Wohlfahrt durch freie Wohlfahrtsverbände geregelt. Alle soziale Dienstleistungen und Einrichtungen befinden sich in freigemeinnütziger Trägerschaft und gestalten den sozialen Sektor in Deutschland. Hier gibt es sechs große freie Wohlfahrtsträger: die Arbeiterwohlfahrt (AWO), Deutscher Caritasverband, Deutscher Paritätischer Wohlfahrtsverband, Deutsches Rotes Kreuz (DRK), Diakonie Deutschland und die Zentralwohlfahrtsstelle der Juden in Deutschland. Des Weiteren wurde im Rahmen der Deutschen Islamkonferenz auch der erste islamische Wohlfahrtsverband An-Nusrat e. V. gegründet, um auch die muslimische Gemeinschaft in der Wohlfahrtslandschaft zu vertreten.
Die Aufgaben, Zielvorstellungen und die aktuellen sozialpolitischen Reformmaßnahmen wirken auf die Struktur der Wohlfahrt in Deutschland ein und machen diese zu einem äußerst komplexen Themenbereich. In der Bundesarbeitsgemeinschaft der Freien Wohlfahrtspflege e. V. arbeiten die Spitzenverbände der Freien Wohlfahrtspflege zusammen. Diese Verbände verfolgen das Ziel der Verbesserung von Lebenslagen, orientieren sich dabei an Leitbildern, die auf sozialethischen Überlegungen und Wertvorstellungen basieren, und engagieren sich durch sozialpolitische Handlungen und gemeinschaftliche Initiativen.
Zur Unterstützung der allgemeinen Wohlfahrtspflege werden von der Deutschen Post seit 1949 Wohlfahrts(brief)marken ausgegeben. Neben dem reinen Porto wird ein „Zuschlag“ erhoben, der für wohltätige Zwecke weitergegeben wird. Heutzutage erscheinen bei der Deutschen Post jährlich zwei verschiedene Briefmarkenserien dieser Art, deren Erlöse den Verbänden der allgemeinen Wohlfahrtspflege („Für die Wohlfahrt“ und Weihnachtsmarken) zugutekommen. Seit 1949 wurden insgesamt fast 4 Milliarden Marken verkauft.

## International
Trotz teilweise hohem Wirtschaftswachstums ist das Wohlstandsgefälle in keinem Kontinent so groß wie in Asien. Spitzenreiter (Erste Welt) Japan und Volksrepublik China werden gefolgt von den reichen Stadtstaaten Hongkong und Singapur (Zweite Welt), während auf der untersten Stufe (Dritte Welt) Bangladesch, Bhutan oder Kambodscha stehen.

## Sonstiges
Menschen, die auf fremde Hilfe zum Lebensunterhalt angewiesen sind und diese in Anspruch nehmen, „leben von der Wohlfahrt“ oder umgangssprachlich „von der Stütze“ (meist Bürgergeld, Sozialgeld oder Sozialhilfe).
Die Förderung der öffentlichen Wohlfahrt ist ein gemeinnütziger Zweck im Sinne des (deutschen) Steuerrechts (§§ 52 ff. Abgabenordnung). Spenden dafür können bis zu bestimmten Grenzen vom zu versteuernden Einkommen abgezogen werden.